# Woody Guthrie
Woodrow Wilson Guthrie (Okemah, Oklahoma, 1912. július 14. – New York, 1967. október 3.) amerikai énekes-dalszerző volt, aki az amerikai népzene egyik legjelentősebb alakja. Dalainak témája az amerikai antifasizmus. Egyik legismertebb dala a This Land is Your Land, amely a God Bless America című dal ellentéteként készült el. Guthrie több generációra is nagy hatással volt, politikai és zenei szempontból is.
Több száz country-számot, népdalt és gyerekzenét írt, illetve balladákat és improvizált darabokat is szerzett. A Dust Bowl Ballads című albumát a Mojo magazin beválogatta a „100 album, amely megváltoztatta a világot” listájára. Több dala is archiválva van a Kongresszus Könyvtárában (Library of Congress). Olyan személyekre volt hatással, mint Bob Dylan, Phil Ochs, Johnny Cash, Bruce Springsteen, Robert Hunter, Harry Chapin, John Mellencamp, Pete Seeger, Andy Irvine, Joe Strummer, Billy Bragg, Jerry Garcia, Bob Weir, Jeff Tweedy, Tom Paxton, Brian Fallon, és Sixto Rodríguez. Guthrie gyakran egy „This machine kills fascists” („Ez a gép megöli a fasisztákat”) feliratú gitárral lépett fel.

## Élete
Az oklahomai Okemah-ban nevelkedett. Szülei Nora Belle és Charles Edward Guthrie voltak. Mikor 14 éves volt, Nora a Huntington-kór miatt kórházba került. Apja a texasi Pampába költözött, hogy a sikertelen ingatlaneladások miatt felhalmozott adósságait kifizesse. Guthrie tinédzser korában ismerkedett meg a blues és a folk műfajaival. 19 éves korában házasodott meg, de a Dust Bowl idején történt viharok miatt magára hagyta feleségét és három gyermekét, akik Kaliforniába költöztek. Dolgozott a KFVD nevű rádióállomásnál, valamint barátságot kötött Will Geerrel és John Steinbeckkel is.
Élete során az amerikai kommunista csoportokkal azonosították, bár nem tűnt úgy, hogy bármelyiknek is tagja lett volna. Mikor kitört a második világháború, illetve a Szovjetunió és Németország aláírták a Molotov–Ribbentrop-paktumot, a KFVD rádió antisztálinista tulajdonosainak nem tetszett Guthrie politikai hovatartozása. Guthrie ugyanis írt egy dalt, amely a Molotov–Ribbentrop-paktumot és Lengyelország szovjet megszállását dicsőítette. 
Ekkor kilépett a rádióállomástól, és New Yorkba költözött, ahol az 1940-es Dust Bowl Ballads albumát rögzítette. 1940-ben megírta a This Land is Your Land című dalát. Elmondása szerint ezt a dalt az ihlette, hogy a God Bless America című dalt abban az időben egyfolytában játszották a rádiók.
Háromszor nősült és nyolc gyereke volt. Fia, Arlo Guthrie szintén ismert zenész lett.

## Halála
Woody 1967. október 3-án hunyt el a Huntington-kór következtében. Első két lánya szintén ebben a betegségben hunytak el. Guthrie több folk- és country énekesre volt hatással, például mentorára, Ramblin' Jack Elliottra vagy Bob Dylanre.

## Részleges diszkográfia
- Dust Bowl Ballads (1940)
- Nursery Days (1951)
- Songs to Grow on for Mother and Child (1956)
- Bound for Glory (1956)
- Ballads of Sacco & Vanzetti (1960)
- Woody Guthrie Sings Folk Songs (1962)
- Hard Travelin' (1964)
- Library of Congress Recordings (1964)
- Columbia River Collection (1987)
- This Land Is Your Land, The Asch Recordings, Vol.1 (1997)
- Muleskinner Blues, The Asch Recordings, Vol.2 (1997)
- Hard Travelin', The Asch Recordings, Vol.3 (1998)
- Buffalo Skinners, The Asch Recordings, Vol.4 (1999)
- The Live Wire: Woody Guthrie in Performance 1949 (2007)
- My Dusty Road (2009)
- Woody at 100: The Woody Guthrie Centennial Collection (2012)

## Könyve
- Dicsőségre ítélve(wd) (Bound for Glory), Guthrie önéletrajzi jellegű könyve. Az USA-ban először 1943-ban jelent meg, majd 1976-ban – megfilmesítését követően – újra kiadták. Számos regényes elemet, történetet is tartalmaz.

## Megjelenése és szerzeményei mozifilmekben
- 1976: Dicsőségre ítélve (rendező Hal Ashby), Guthrie életrajzi filmje, részben 1943-as önéletrajzi regénye alapján, a címszerepben David Carradine-nal. Számos dala (Hard Travelin’ stb.) elhangzik, Carradine előadásában[21]
- 1999: Szépségtipró verseny (rendező Michael Patrick Jann) – This Land Is Your Land, a Boston Pops Orchestra előadásában[22]